# Веред-Йерихо
Веред-Йерихо (ורד יריחו, в переводе с иврита «иерихонская роза») — мошав и еврейское поселение в Израиле (Израильское поселение на Западном берегу реки Иордан). Мошав расположен в долине реки Иордан неподалёку от города Иерихон. С дороги, ведущей к расположенному на возвышенности поселению, открывается вид на Иерихон и Мёртвое море. Веред-Йерихо было основано в 1979 или 1980 году, когда светские и религиозные жители близлежащего поселения Мицпе-Йерихо решили жить отдельно.  Административно мошав относится к региональному совету «Мегилот-Ям-ха-Мелах»(часто просто Мегилот). В 2020 году население мошава составляло 341 человека.

## Население
По данным Центрального статистического бюро Израиля, население на начало 2020 года составляло 341 человек.

## Экономика
Сельское хозяйство (выращивание винограда, фиников, инжира, овощей) и туризм.